# Belgium az 1932. évi téli olimpiai játékokon
Belgium az egyesült államokbeli Lake Placidben megrendezett 1932. évi téli olimpiai játékok egyik részt vevő nemzete volt. Az országot az olimpián 2 sportágban 5 sportoló képviselte, akik érmet nem szereztek.

## Bob
| Versenyző                     | Versenyszám | 1. futam | 1. futam | 2. futam | 2. futam | 3. futam | 3. futam | 4. futam | 4. futam | Összesítés | Összesítés |
| Versenyző                     | Versenyszám | Idő      | Hely.    | Idő      | Hely.    | Idő      | Hely.    | Idő      | Hely.    | Idő        | Helyezés   |
| ----------------------------- | ----------- | -------- | -------- | -------- | -------- | -------- | -------- | -------- | -------- | ---------- | ---------- |
| Max Houben Louis van Hege     | Kettes      | 2:17,68  | 9.       | 2:14,90  | 9.       | 2:10,90  | 8.       | 2:09,62  | 9.       | 8:53,10    | 9.         |
| Christian Hansez Jacques Maus | Kettes      | 2:17,01  | 8.       | 2:16,74  | 10.      | 2:13,59  | 11.      | 2:13,81  | 11.      | 9:01,15    | 10.        |

## Műkorcsolya
| Versenyző       | Versenyszám | Kötelező elemek   | Kötelező elemek | Kűr               | Kűr   | Összesítés                     | Összesítés                     | Összesítés                     | Összesítés                     | Összesítés                     | Összesítés                     | Összesítés                     | Összesítés        | Összesítés  | Összesítés | Összesítés |
| Versenyző       | Versenyszám | Kötelező elemek   | Kötelező elemek | Kűr               | Kűr   | Helyezési pontszámok bírónként | Helyezési pontszámok bírónként | Helyezési pontszámok bírónként | Helyezési pontszámok bírónként | Helyezési pontszámok bírónként | Helyezési pontszámok bírónként | Helyezési pontszámok bírónként | Több. hely. száma | Hely. össz. | Pont       | Helyezés   |
| Versenyző       | Versenyszám | Több. hely. száma | Hely.           | Több. hely. száma | Hely. | 1                              | 2                              | 3                              | 4                              | 5                              | 6                              | 7                              | Több. hely. száma | Hely. össz. | Pont       | Helyezés   |
| --------------- | ----------- | ----------------- | --------------- | ----------------- | ----- | ------------------------------ | ------------------------------ | ------------------------------ | ------------------------------ | ------------------------------ | ------------------------------ | ------------------------------ | ----------------- | ----------- | ---------- | ---------- |
| Yvonne de Ligne | Női egyéni  | 4×7+              | 6.              | 4×6+              | 6.    | 6,0                            | 6,0                            | 8,0                            | 6,0                            | 7,0                            | 6,0                            | 6,0                            | 5×6+              | 45,0        | 1942,5     | 6.         |